# Belden Bullock
Belden Bullock (* 26. Dezember 1957 in Boston) ist ein US-amerikanischer Jazzmusiker (Kontrabass) des Modern Jazz.

## Leben und Wirken
Bullock begann zunächst E-Bass zu spielen, bevor er mit 15 Jahren zum Kontrabass wechselte. Er studierte 1977–81 am Berklee College of Music und spielte in den 1980er-Jahren in den Bands von George Adams, Roy Haynes, Andrew Hill und Ahmad Jamal; ab den 1990er-Jahren arbeitete er u. a. mit James Weidman, mit Oliver Lake, dessen Quintett und String Project er angehörte, außerdem mit Greg Osby, Donald Harrison, Kevin Eubanks, James Spaulding, Talib Kibwe, Jay Hoggard und im Ralph Peterson Fo'tet. Bis 2001 gehörte er auch dem Spirit of Life Ensemble an. Seit 1998 spielte er mit Abdullah Ibrahim (Alben wie African Magic, 2002, mit Sipho Kunene; Sotho Blue, 2010), mit dem er u. a. auch auf den Leverkusener Jazztagen gastierte.
Zuletzt trat Bullock in New Yorker Jazzclubs wie dem Smalls mit Musikern wie Falkner Evans und Greg Murphy, auf lokaler Ebene u. a. mit Stephen Fuller, John David Simon, Nick Verdi sowie mit Macy Chen & The Pittman/Daniels Quartet auf. Bullock trat ferner in der TV-Serie A Crime to Remember auf.

## Diskographische Hinweise
- Ralph Peterson Fo'tet:  The Reclamation Project (Evidence, 1995)
- James Weidman, Belden Bullock, Marvin Smitty Smith: People Music (TCB Records, 1996)
- Oliver Lake Quintet: Dedicated to Dolphy (Black Saint, 1996)
- The Ralph Peterson Fo'tet: The Fo'tet Plays Monk (Evidence, 1997)
- The Oliver Lake String Project: Movement, Turns & Switches (Passin' Thru Records, 1997)
- Ralph Peterson Jr and The Fo'tet: Back to Stay (1999)
- Oliver Lake Quintet: Talkin' Stick (Passin' Thru Records, 2000)
- Ralph Peterson: The Fo'tet Augmented (2004)

## Lexikalischer Eintrag
- Gary W. Kennedy, Belden (L.) Bullock. In: Barry Kernfeld (Hrsg.). The New Grove Dictionary of Jazz. 2002 (2. Auflage)